# Harry Saltzman
Herschel „Harry“ Saltzman (* 27. Oktober 1915 in Sherbrooke, Quebec, Kanada; † 28. September 1994 in Paris) war ein kanadischer Filmproduzent. Als damaliger Mitinhaber der Filmproduktionsfirma Eon Productions Ltd. und der Danjaq, LLC rief Saltzman zusammen mit Albert R. Broccoli 1962 die James-Bond-Filmreihe ins Leben. Von 1962 bis 1974 produzierte er zusammen mit Broccoli neun James-Bond-Filme.

## Leben
Saltzman wuchs in New Brunswick auf. Im Alter von 15 Jahren lief er von zu Hause weg und schloss sich wenig später einem Zirkus an. 1932 zog er nach Paris, um dort Politikwissenschaft und Wirtschaft zu studieren. Während seiner Zeit in Paris lernte er den Regisseur René Clair kennen, für welchen er als Assistent am Oscarnominierten Film Die Abenteurerin arbeitete.
Ab 1943 leitete Saltzman den Zirkus der Gilbert Brothers. Laut einer Anzeige von 1943 war der Zirkus in Clifton, New Jersey, und war bis Mitte Oktober durch die ostamerikanischen Staaten gut gebucht.
Kurz nach Beginn des Zweiten Weltkriegs trat er bei der Royal Canadian Air Force in Vancouver ein. Er wurde jedoch 1943 aus gesundheitlichen Gründen entlassen („medical discharge“) und trat der angloamerikanischen Psychological Warfare Division bei, weil er nach Europa zurückkehren wollte.
1959 produziert er seinen ersten richtigen Kinofilm Blick zurück im Zorn. 1961 kontaktierte er Ian Fleming und erwarb die Filmrechte an den erfolgreichen Spionageromanen um den Geheimagenten James Bond – für alle Bücher bis auf Casino Royale. Fleming erhielt 100.000 $ und 2,5 % der Einspielergebnisse. Saltzman fand mit Albert R. Broccoli einen finanzkräftigen Partner, um eine Kinoreihe zu produzieren. Die gemeinsame Filmfirma Eon Productions Ltd. brachte infolge eine der erfolgreichsten Kinoserien der Welt hervor. Er stieg jedoch 1975 aus persönlichen Gründen aus und verkaufte seinen Anteil an die United Artists.
Parallel zu James Bond produzierte er drei Spielfilme um einen weiteren britischen Geheimagenten, Harry Palmer, gespielt von Michael Caine: Ipcress – streng geheim, Finale in Berlin und Das Milliarden-Dollar-Gehirn.
Am 28. September 1994 starb er an den Folgen eines Herzinfarktes.

## Filmografie
- 1956: Der eiserne Unterrock (The Iron Petticoat)
- 1959: Blick zurück im Zorn (Look Back in Anger)
- 1960: Samstagnacht bis Sonntagmorgen (Saturday Night and Sunday Morning)
- 1960: Der Komödiant (The Entertainer)
- 1962: James Bond – 007 jagt Dr. No (Dr. No)
- 1963: James Bond 007 – Liebesgrüße aus Moskau (From Russia with Love)
- 1963: Bob auf Safari (Call Me Bwana)
- 1964: James Bond 007 – Goldfinger (Goldfinger)
- 1965: James Bond 007 – Feuerball (Thunderball, Executive Producer)
- 1965: And There Came a Man (E venne un uomo)
- 1965: Ipcress – streng geheim (The Ipcress File)
- 1965: Falstaff (Campanadas a medianoche)
- 1966: Finale in Berlin (Funeral in Berlin)
- 1967: Das Milliarden-Dollar-Gehirn (Billion Dollar Brain)
- 1967: James Bond 007 – Man lebt nur zweimal (You Only Live Twice)
- 1968: Ein dreckiger Haufen (Play Dirty)
- 1969: Luftschlacht um England (Battle of Britain)
- 1969: James Bond 007 – Im Geheimdienst Ihrer Majestät (On her Majesty's Secret Service)
- 1970: Toomorrow
- 1971: James Bond 007 – Diamantenfieber (Diamonds Are Forever)
- 1973: Russischer Sommer (Days of Fury)
- 1973: James Bond 007 – Leben und sterben lassen (Live and let die)
- 1974: James Bond 007 – Der Mann mit dem goldenen Colt (The Man with the golden Gun)
- 1980: Nijinsky
- 1988: Die Zeit der Zigeuner (Dom za vesanje)